# Isaiah Nettles
Isaiah Nettles war ein früher US-amerikanischer Bluesgitarrist und Sänger, über dessen Leben wenig bekannt ist. Er wurde in den 1930ern von H. C. Speir unter dem Namen „The Mississippi Moaner“ vermittelt.
Am 20. Oktober 1935 nahm Nettles für Vocalion Records in Jackson (Mississippi) fünf Plattenseiten auf. Es wurde jedoch nur eine Platte veröffentlicht: Mississippi Moan, auf der Rückseite It’s Cold in China Blues, eine Version des Long Lonesome Blues von Blind Lemon Jefferson.
Nettles’ Spur verliert sich in Carlisle, Claiborne County, wo er 1936 lebte.